# Гупали
Гупали́ — село в Україні, у Головненській селищній громаді Ковельського району Волинської області. Населення становить 220 осіб.

## Географія
Поза селом Гупали протікає річка Прип'ять.

## Історія
Перша згадка — 1720 роки. За народною легендою, оскільки це село було віддалене від центральної садиби і до нього треба було добиратися через піски, довго йти, «гупати», тому називається Гупали.
По «Клірових відомостях за 1796 р.» в Гупалах було З6 дворів, у яких проживало 102 чоловіки і 95 жінок.

### Історія Гупалівської школи
15 листопада 1912 р., у селі Гупали було відкрите однокласне сільське училище, розміщене в найманому будинку. На утримання від науки в рік виділялось З90 руб. і від земства — 261 руб. Навчалось 60 хлопців і 7 дівчат. Вчитель Купріян Омелянович Косенко отримував платні З60 руб. в рік і за закон Божий — 60 руб. При училищі було 0,5 десятин землі.(Дані взято з довідника за 1914 р.) Навчання в школах велося польською мовою.
У 1934 році вперше в селі Гупали була заснована початкова школа. Тісна двокімнатна хата не була пристосована до нормального навчання. Потрібно було шукати вихід з такого стану. І ось за рішенням зборів селян і згодою господарів на приватній квартирі жительки села Кумири Анастасії було  відкрито більш придатні для навчання класи.
В 1937 році було прийнято рішення про початок будівництва нового шкільного приміщення з цегли. Для цього було оподатковане кожне господарство в розмірі 28 злотих. Жителі села дуже швидко зібрали кошти на загальну суму 18850 злотих. Восени 1943 року було шкільне приміщення було зруйноване.
У 1962 році нова біда спікала відбудоване після війни приміщення: пожежа пошкодила школу. Протягом двох років школа була відбудована.

## Населення
Згідно з переписом УРСР 1989 року чисельність наявного населення села становила 446 осіб, з яких 205 чоловіків та 241 жінка.
За переписом населення України 2001 року в селі мешкало 417 осіб.

### Мова
Розподіл населення за рідною мовою за даними перепису 2001 року:
| Мова       | Відсоток |
| ---------- | -------- |
| українська | 99,05 %  |
| російська  | 0,95 %   |

## Соціальна інфраструктура
Серед основних об'єктів інфраструктури села слід відзначити:
- Гупалівську ЗОШ І-ІІ ступенів;
- будинок культури;
- бібліотеку;
- Фельшерсько-акушерський пункт

## Уродженці
- Смоляр Іван Дмитрович (1961—2015) — молодший сержант Збройних сил України, учасник російсько-української війни.